# Tornado Kiszyniów
Tornado Kiszyniów – mołdawski klub futsalowy z siedzibą w mieście Kiszyniów, obecnie występuje w najwyższej klasie rozgrywkowej Mołdawii. Oprócz futsalu w klubie działa sekcja plażowej piłki nożnej, boksu, szachów i tenisa.

## Sukcesy
- Mistrzostwo Mołdawii (2): 2008/09, 2009/10
- Puchar Mołdawii (2): 2007, 2008
- Superpuchar Mołdawii (1): 2010